# 爱在左，情在右
《愛在左，情在右》（原定片名為“美顏～愛上世紀初，”）是一部中日兩國合拍的二十集電視連續劇，由西部電影集團、西影股份有限公司、株式會社電通、TEN CARAT（株式会社テンカラット）和北京和泰爾廣告中心聯合攝製。
攝製單位於2004年5月14日在北京飯店舉辦開機儀式，5月26日在日本東京舉行新聞發佈會。6月12日在大连开拍，中国部份的摄制於8月17日结束，8月10日至8月25日在日本東京拍摄日本部份的內容，9月初封镜。
該片是主演田中麗奈首次主演電視劇，也是她目前唯一在日本以外參演的電視劇。

## 演員表
| 角 色        | 演 员    | 介 绍 |
| 陳美顏       | 田中麗奈 | 日本人，原名“yuki”，小海的姐姐，喬貝的摯友。 其父為歸國的遺華日僑，後因父親經商失敗自殺而被父親在華的表叔收養，改名陳美顏。 程浩的學妹，在追擊搶匪時再次遇見程浩，後於程浩成為鄰居。喜歡程浩。 原在東文公司業務二部做對日貿易業務員，後被高楓調任總經理助理，並接受高楓的追求成為其女友，但其後各自分手，并辭去在東文公司的工作，帶著小海離開中國回到日本，在日本開了間名為“馨味觀”的餐館。                                                                      |
| 程 浩        | 韓 青    | 陳美顏的學長和鄰居，程彩的哥哥。原和曉偉合作開公司，後被工商局查封，轉而做傢具銷售員，後在策劃公司做策劃，在升任主管之時離職，在美顏離開後搬家並重新開公司。 喜歡美顏，美顏把自己的身世秘密告訴給程浩，使之成為除乔贝外唯一知道美顏身世的人。後鼓起勇氣向美顏告白，但美颜并沒有當即接受。後獨自前往日本，在“馨味觀”餐館找到了美顏。 |
| 高 楓        | 楊 烁    | 東文公司總經理，喜歡美顏，為追求美顏接近喬貝，並讓美顏調至總經理助理，曾成功追求到美顏，並為美顏買了別墅，幫小海開餐廳，送小海去福利院，期望改變美顏的生活。後美顏認為她對高楓的感情只有感動沒有愛情而分手，和喬貝交往。 |
| 喬 貝        | 曹曦文   | 陳美顏的摯友，最早知道美顏是日本人。其父喬思強是大公司老闆，喬貝為不想依賴父親而去東文公司做保潔員，成為清潔組組長。 喜歡程浩，約會時被程浩放了鴿子。後在其父親和高楓的支持下在東文公司附近開了快餐部，自任老闆，並和高楓在一起。 |
| 程順風       | 鄭天庸   | 程浩和程彩的爺爺，退休廚師。 曾發現小海的象棋天賦，帶小海去參加象棋比賽，並教會小海做菜，常常在美顏上班時照顧小海。 生前爲了去夏威夷見初戀情人秀枝而努力湊五十萬，在秀枝病逝後重抄舊業開了餐館，但沒多久也去世。 其生前多次勸程浩追求美顏。 |
| 陳小海       | 甄紫康男 | 陳美顏的弟弟，在父親自殺母親遺棄後摔傷導致其弱智，美顏曾找日本親戚投靠時就被親戚拒絕領養。 後順風一家搬至美顏樓下而常被順風照顧，發現其象棋天賦并參加比賽獲得冠軍，但被媒體揭發其智障而被美顏請求不要再參與比賽。後來順風教會他做菜，高楓出資開了一家“小傻子餐廳”做廚師，而後在順風開的小餐館幫忙，掙到了第一筆工資給了美顏。 曾用美顏幫客戶預訂的指甲油在牆上畫畫遭美顏斥責，也曾“變魔術”把蘋果扔到高楓的父親頭上。高楓把他送往福利院，但後來美顏把他領了回來。 |
| 程 彩        | 張 晶    | 程浩的妹妹，曉偉的女友 |
| 曉 偉        | 白 微    | 程浩的朋友，程彩的男友 |
| 小 米        | 王 蔚    | 原為業務二部的業務員，與財務部主任是親戚，後被高楓做人事調整派去清潔組做保潔員，在喬貝開快餐部後與其合夥成為經理。 |
| 小葉子       | 趙小億   | 麵包店老闆，美顏和喬貝的朋友，因喜歡歌唱而參加歌唱比賽，一舉成名。後厭倦明星生活而在演唱會舉辦前取消活動並回到麵包店繼續做老闆。 |
| 喬思強       | 李 波    | 喬貝的父親 |
| 傢具經理     | 安韓瑾   | 程浩做傢具營銷員時的上司 |
| 刘先生       | 金 琛    | 西达公司负责人，在与美颜谈判时对美颜性骚扰 |
| 安 德        | 余皚磊   | |
| 美顏父       | 菊地聰   | 美顏父親，因經濟危機導致公司破產而自殺 |
| 美顏母       | 田野浩子 | 美顏母親，因丈夫自殺而拋棄美顏和小海 |
| 美顏（幼年） | 小笠原光 | |
| 小海（幼年） | 土井洋輝 | |
| 美顏父親部下 | 中本真吾 | |

## 改名換角
該劇原定男主角為陳建斌，但实际拍摄该片时则由韩青领衔。为此导演金琛解释说，“之前陈建斌是很有信心演好这部剧的，他很想做这方面的尝试。但见过田中丽奈后，他突然觉得田中太年轻了，自己好像有点老了。加上新闻发布会上，大家普遍质疑陈建斌与田中搭配会不会不协调。这让陈建斌自己信心动摇。后来他提出能不能换人。我们商量了一下最后就换成了韩青。”
至于更换片名，导演金琛也作出了解释：“这个剧名其实是我最喜爱的作家冰心女士散文里面的一句话。这部剧的剧本很早就写好了，原来是为了迎接2000年新世纪而做的。现在都2004年了，不应景了。所以我们决定改名。冰心的原话是：‘爱在左，情在右。左边是忠诚右边是理想。’这恰好代表了我们这部剧想说的爱情观。”

## 花絮
- 由于田中丽奈代言产品太多，给道具的准备工作带来一些麻烦。据韩青透露，在田中丽奈出现的场景中，她使用的化妆品只能是资生堂，厨房里的味精只能是味之素牌[7]。

- 由于语言上的障碍，常常闹出笑话。比如该片剧组成员教田中丽奈说华语，称竖起大拇指是“好”、“牛”，但田中把“牛”和“牛肉”搅混了，每次夸人时都竖起大拇指说“牛肉”，导致后来整个剧组对于问某件事好不好，基本会竖起大拇指说一声很“牛肉”。而据韩青说，田中丽奈特别渴望与人交流，常常为剧组成员普及基本日语，剧组几乎每个人都会用日语从一数到十[8]，也常和剧中演员楊爍用英语交谈[9]。

- 导演金琛曾在媒体采访中称赞主演田中丽奈在剧中当中的亲民和敬业的表现，称其在大连拍摄期间被很毒的蚊子到处叮咬也没有任何怨言[9]。

- 该片于2004年拍摄完毕，原本计划在2005年播出，但因2005年中国发生了反日浪潮，导致该剧被拖延至2006年才播出。据剧中演员之一曹曦文称该剧曾卖于央视八套[10]，但根据目前的资料来看，仅有东方卫视[11]、天津电视台3套[12]等频道播出。

## 內容來源
1. ↑  二十集电视剧《爱在世纪初》今日开机 （页面存档备份，存于），搜狐網
2. ↑  中日合拍剧《爱上世纪初》东京举行发布会 （页面存档备份，存于），新浪網
3. ↑  電通報 第4447号 的存檔，存档日期2007-06-25.
4. ↑  根據田中麗奈在2004年8月寫的美顏日記 的存檔，存档日期2011-07-22.，高楓、小海、喬貝的角色在16日殺青，而田中扮演的美顏則在17日拍攝完中國部份的內容。
5. ↑  《爱在左情在右》日本封镜 （页面存档备份，存于），新浪网
6. 1 2  《爱在左情在右》换角 田中丽奈太嫩陈建斌吓跑 （页面存档备份，存于），新浪网
7. ↑  《爱在左情在右》主演代言多惹麻烦 （页面存档备份，存于），新浪网
8. ↑  《爱在左情在右》后期制作 田中丽奈夸人说“牛肉” （页面存档备份，存于），东方网娱乐
9. 1 2  金琛曝田中丽奈“绯闻” （页面存档备份，存于），新浪网
10. ↑  《搭错车》主角曹曦文做客搜狐细数演艺历程 （页面存档备份，存于），搜狐娱乐
11. ↑  2006年3月部分节目预告 Archive.today的存檔，存档日期2013-04-28，新华网
12. ↑  爱在左情在右 中日明星谱恋曲帅哥美女唱爱情 （页面存档备份，存于），新华网